# No Greater Glory: The American Civil War
No Greater Glory: The American Civil War est un jeu vidéo de type wargame créé par Ed Bever et publié par Strategic Simulations en 1991 sur IBM PC puis porté sur Amiga. Le jeu fait suite à Revolution '76, également créé par Ed bever, et simule les aspects militaires, diplomatiques et économiques de la guerre de Sécession.Le joueur peut y commander les nordistes ou les sudistes.

## Accueil
| Panzer Grenadier |      |       |
| Média            | Nat. | Notes |
| Amiga Action     | RU   | 63 %  |
| Amiga Format     | RU   | 50 %  |
| CU Amiga         | RU   | 40 %  |
| Gen4             | FR   | 80 %  |